# Frank Streng
Frank Robbert Streng (Amersfoort, 18 april 1960) is een Nederlandse ambtenaar, VVD-politicus en bestuurder.

## Biografie
Streng ging naar het havo aan de Rijksscholengemeenschap Professor Zeeman en deed een opleiding Hoger Bestuursambtenaar aan de Bestuursacademie Zuid-Holland. Voor zijn politieke carrière werkte Streng als ambtenaar bij diverse gemeenten. Van 2003 tot 2007 was hij lid van de Provinciale Staten van Zeeland en in april 2006 werd hij wethouder in Middelburg. 
In april 2011 besloot de gemeenteraad van Medemblik Streng voor te dragen voor het burgemeesterschap en in juli van dat jaar werd hij als zodanig benoemd. In juli 2017  werd hij hernoemd voor een periode van zes jaar. Sinds de fusie op 1 januari 2011 van Medemblik, Andijk en Wervershoof tot de nieuwe gemeente Medemblik was Theo van Eijk, tot dan burgemeester van Medemblik, de waarnemend burgemeester van die fusiegemeente.
In 2021 en 2022 legde hij meerdere malen zijn functie neer wegens gezondheidsredenen. Vanaf 12 september 2022 werd Streng waargenomen door Dennis Straat. Op 1 juli 2023 is hij gestopt als burgemeester van Medemblik.